# Makoto Sunakawa
Makoto Sunakawa (jap. 砂川 誠 Sunakawa Makoto; ur. 10 sierpnia 1977) – japoński piłkarz występujący na pozycji pomocnika.

## Kariera klubowa
Od 1996 do 2015 roku występował w klubach Kashiwa Reysol, Consadole Sapporo i FC Gifu.